# Pierre Cazals (rugby à XV)
Pour les articles homonymes, voir Pierre Cazals et Cazals.

a Compétitions nationales et continentales officielles uniquement.

b Matchs officiels uniquement.
Dernière mise à jour le 15 octobre 2015.
Pierre Cazals, né le 8 février 1931 à Labrit et mort le 15 octobre 2015 à Bretagne-de-Marsan, est un joueur français de rugby à XV, international français, qui évolue au poste de pilier. Il joue au sein de l'effectif du Stade montois durant sa carrière. 

## Biographie
Pierre Cazals joue en club avec le Stade montois avec qui il dispute deux finales du Championnat de France en 1959 et 1963. Il perd la première contre le Racing Club de France sur le score de 8 à 3 et remporte la seconde 9 à 6 contre l'US Dax. Il dispute son premier test match le 22 juillet 1961 contre l'équipe de Nouvelle-Zélande, et le dernier contre l'équipe de Roumanie le 12 novembre 1961. En dehors des terrains, il exerce la profession de pompier forestier. Il remporte à trois reprises le Challenge Yves du Manoir avec le Stade montois.
Il meurt le 14 octobre 2015, alors qu'il était hospitalisé depuis quelque temps à Mont-de-Marsan pour soigner des problèmes respiratoires.

## Palmarès
Avec le Stade montois
- Championnat de France de première division :
  - Vainqueur (1) : 1963
  - Finaliste (1) : 1959
- Challenge Yves du Manoir :
  - Vainqueur (3) : 1960, 1961 et 1962

## Statistiques en équipe nationale
- Sélections en équipe nationale : 3
- Sélection par année : 3 en 1961